# کلاغ (فیلم ۱۹۴۳)
کلاغ (فرانسوی: Le Corbeau‎) فیلمی به کارگردانی آنری-ژرژ کلوزو است که در سال ۱۹۴۳ منتشر شد. از بازیگران آن می‌توان به اتین دکرو و لوئی سنیه اشاره کرد. این فیلم در سال ۱۹۵۱ توسط اتو پرمینگر با نام سیزدهمین نامه بازسازی شد.